# Tannourine Cedars Forest Nature Reserve

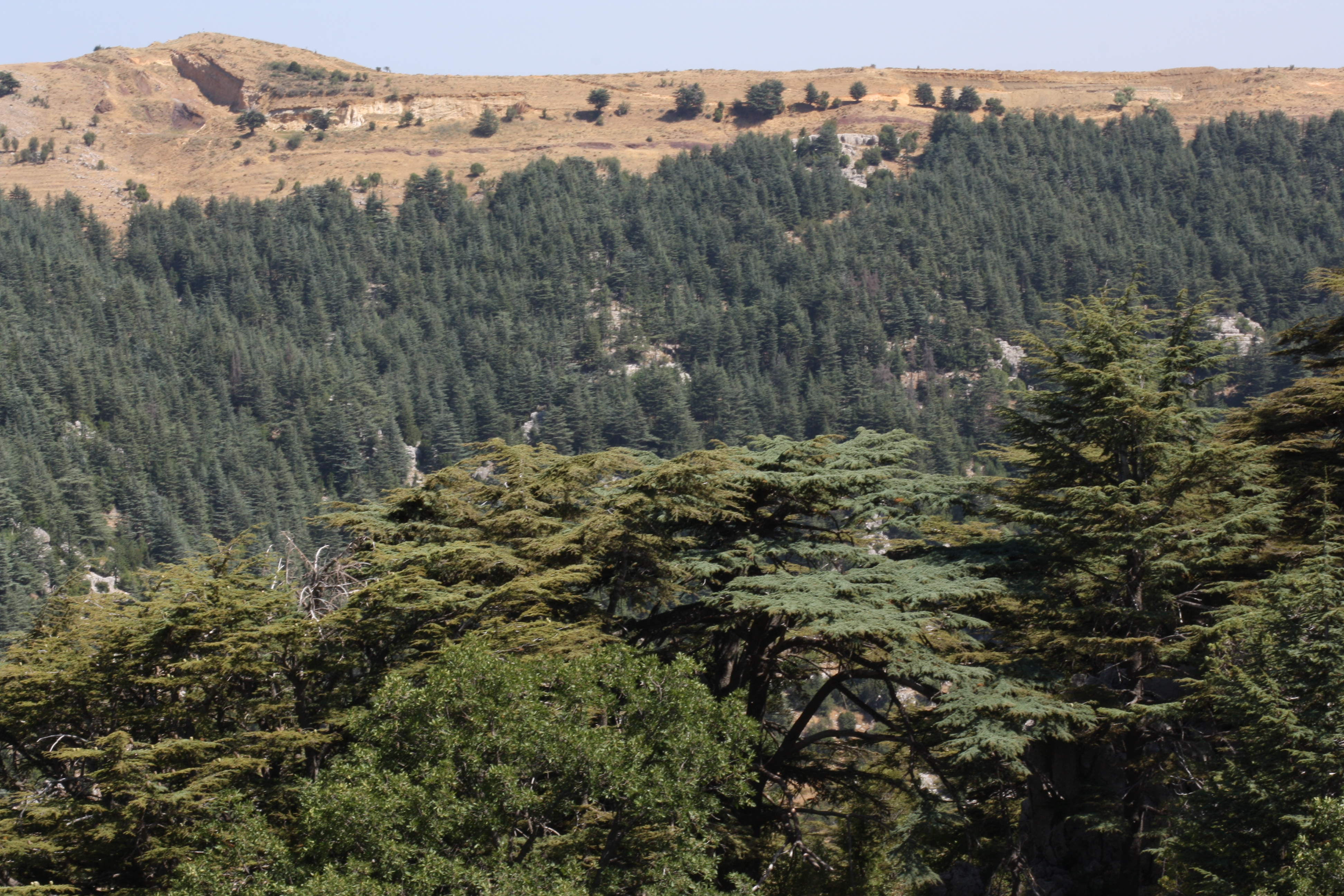
Zedernwald in Tannourine (2016)

Das Tannourine Cedars Forest Nature Reserve (arabisch محمية غابة أرز تنورين الطبيعية, DMG Maḥmiyyat Ġābat Arz Tannūrīn aṭ-Ṭabīʿiyya) ist ein Naturreservat im Distrikt Batrum im Gouvernement Nord-Libanon nahe der Stadt Tannourine. Das Gebiet besteht aus einem Zedernwald von circa 60.000 Bäumen auf einer Fläche von 195,5 Hektar in einer Höhe zwischen 1300 und 1800 Metern.